# Gruzja na Letnich Igrzyskach Olimpijskich 2012
Gruzję na XXX Letnich Igrzyskach Olimpijskich w Londynie reprezentowało 35 sportowców. Zdobyli oni 7 medali: 1 złoty, 3 srebrne i 3 brązowe, zajmując 39. miejsce w klasyfikacji medalowej
Był to piąty start Gruzji na letnich igrzyskach olimpijskich.
Gruzińscy zawodnicy zdobyli na tych Igrzyskach najwięcej medali w historii występów tego państwa na olimpiadach. Jednak pod względem cenności medali były to trzecie Igrzyska dla Gruzji (najgorzej od 2000).

## Medaliści
- Lasza Szawdatuaszwili – judo – do 66 kg mężczyzn
- Rewaz Laszchi – zapasy – kat. do 60 kg w stylu klasycznym mężczyzn
- Wladimer Chinczegaszwili – zapasy – kat. do 55 kg w stylu wolnym mężczyzn
- Dawit Modzmanaszwili – zapasy – kat. do 120 kg w stylu wolnym mężczyzn
- Manuczar Cchadaia – zapasy – kat. do 66 kg w stylu klasycznym mężczyzn
- Dawit Marsagiszwili – zapasy – kat. do 84 kg w stylu wolnym mężczyzn
- Giorgi Gogszelidze – zapasy – kat. do 96 kg w stylu wolnym mężczyzn

### Według dyscyplin
| Dyscyplina | Złoto | Srebro | Brąz | Razem |
| ---------- | ----- | ------ | ---- | ----- |
| Judo       | 1     | 0      | 0    | 1     |
| Zapasy     | 0     | 3      | 3    | 6     |
| Razem      | 1     | 3      | 3    | 7     |

## Reprezentanci

### Boks
Mężczyźni
| Zawodnik       | Konkurencja  | 1/16             | 1/8              | Ćwierćfinał      | Półfinał         | Finał            | Finał   | Źródło |
| Zawodnik       | Konkurencja  | Przeciwnik Wynik | Przeciwnik Wynik | Przeciwnik Wynik | Przeciwnik Wynik | Przeciwnik Wynik | Pozycja | Źródło |
| -------------- | ------------ | ---------------- | ---------------- | ---------------- | ---------------- | ---------------- | ------- | ------ |
| Merab Turkadze | waga kogucia | Ouadahi P WO     | NQ               | NQ               | NQ               | NQ               | NQ      | [ 1 ]  |

### Gimnastyka

#### Skoki na trampolinie
Kobiety
| Zawodniczka   | Konkurencja   | Kwalifikacje      | Kwalifikacje  | Kwalifikacje | Kwalifikacje | Finał    | Finał     | Finał  | Finał  | Finał   | Źródło |
| Zawodniczka   | Konkurencja   | Układ obowiązkowy | Układ dowolny | Razem        | Miejsce      | Trudność | Wykonanie | Lot    | Razem  | Miejsce | Źródło |
| ------------- | ------------- | ----------------- | ------------- | ------------ | ------------ | -------- | --------- | ------ | ------ | ------- | ------ |
| Luba Golowina | indywidualnie | 47,805            | 53,935        | 101,740      | 6. Q         | 14,400   | 23,100    | 15,425 | 52,925 | 7.      | [ 2 ]  |

### Judo
Mężczyźni
| Zawodnik              | Konkurencja | 1/16                    | 1/8                            | Ćwierćfinały            | Półfinały             | Repesaż 1                 | Repesaż 2        | Repesaż 3        | Finał                     | Finał         |
| Zawodnik              | Konkurencja | Przeciwnik Wynik        | Przeciwnik Wynik               | Przeciwnik Wynik        | Przeciwnik Wynik      | Przeciwnik Wynik          | Przeciwnik Wynik | Przeciwnik Wynik | Przeciwnik Wynik          | Pozycja       |
| --------------------- | ----------- | ----------------------- | ------------------------------ | ----------------------- | --------------------- | ------------------------- | ---------------- | ---------------- | ------------------------- | ------------- |
| Betkil Szukwani       | –60 kg      | Arnie Dickens 0103–0000 | Sofiane Milous 0000-0103       | nie awansował           | nie awansował         | nie awansował             | nie awansował    | nie awansował    | nie awansował             | nie awansował |
| Lasza Szawdatuaszwili | –66 kg      |                         | Alejandro Zuñiga 0101–0002     | David Larose 0100–0001  | Colin Oates 0100–0000 | Masashi Ebinuma 0100–0000 |                  |                  | Miklós Ungvári} 0001–0000 | złoto         |
| Nugzar Tatalaszwili   | –73 kg      | Wang Ki-Chun 0000–0001  | nie awansował                  | nie awansował           | nie awansował         | nie awansował             | nie awansował    | nie awansował    | nie awansował             | nie awansował |
| Awtandil Czrikiszwili | –81 kg      |                         | Tomislav Marijanović 0100–0001 | Travis Steven 0000–1000 | nie awansował         | nie awansował             | nie awansował    | nie awansował    | nie awansował             | nie awansował |
| Warlam Liparteliani   | –90 kg      |                         | Dieudonne Dolassem 0101-0003   | Mark Anthony 0020–0101  | nie awansował         | nie awansował             | nie awansował    | nie awansował    | nie awansował             | nie awansował |
| Lewan Żorżoliani      | –100 kg     |                         | Daniel Brata 0102–0013         | Elmar Qasımov 0002-0011 | nie awansował         | nie awansował             | nie awansował    | nie awansował    | nie awansował             | nie awansował |
| Adam Okruaszwili      | +100 kg     |                         | Andreas Tölzer 0003–0201       | nie awansował           | nie awansował         | nie awansował             | nie awansował    | nie awansował    | nie awansował             | nie awansował |

### Kolarstwo

#### Kolarstwo szosowe
Mężczyźni
| Zawodnik         | Konkurencja                | Czas         | Pozycja      |
| ---------------- | -------------------------- | ------------ | ------------ |
| Giorgi Nadiradze | wyścig ze startu wspólnego | Nie ukończył | Nie ukończył |

### Lekkoatletyka
Mężczyźni
| Zawodnik             | Konkurencja        | Eliminacje | Eliminacje | Ćwierćfinał | Ćwierćfinał | Półfinał      | Półfinał      | Finał         | Finał         |
| Zawodnik             | Konkurencja        | Wynik      | Miejsce    | Wynik       | Miejsce     | Wynik         | Miejsce       | Wynik         | Miejsce       |
| -------------------- | ------------------ | ---------- | ---------- | ----------- | ----------- | ------------- | ------------- | ------------- | ------------- |
| Dawit Ilariani       | 110 m przez płotki | 13.90      | 8          |             |             | nie awansował | nie awansował | nie awansował | nie awansował |
| Maciej Rosiewicz     | chód na 50 km      |            |            |             |             |               |               | 4:05:20       | 44            |
| Boleslaw Schirtladze | skok w dal         | 7.26       | 35         |             |             |               |               | nie awansował | nie awansował |

Kobiety
| Zawodnik        | Konkurencja | Eliminacje | Eliminacje | Finał          | Finał          |
| Zawodnik        | Konkurencja | Wynik      | Miejsce    | Wynik          | Miejsce        |
| --------------- | ----------- | ---------- | ---------- | -------------- | -------------- |
| Maiko Gogoladze | skok w dal  | NM         | NM         | nie awansowała | nie awansowała |

### Łucznictwo
Kobiety
| Zawodnik        | Konkurencja   | Runda rankingowa | Runda rankingowa | 1/32                   | 1/16             | 1/8              | Ćwierćfinały     | Półfinały        | Finał            | Finał          |
| Zawodnik        | Konkurencja   | Wynik            | Seed             | Przeciwnik Wynik       | Przeciwnik Wynik | Przeciwnik Wynik | Przeciwnik Wynik | Przeciwnik Wynik | Przeciwnik Wynik | Pozycja        |
| --------------- | ------------- | ---------------- | ---------------- | ---------------------- | ---------------- | ---------------- | ---------------- | ---------------- | ---------------- | -------------- |
| Kristine Esebua | indywidualnie | 642              | 34               | Denisse van Lamoen 6–0 | Lee Sung-Jin 2–6 | nie awansowała   | nie awansowała   | nie awansowała   | nie awansowała   | nie awansowała |

### Pływanie
Mężczyźni
| Zawodnik         | Konkurencja             | Eliminacje | Eliminacje | Półfinał      | Półfinał      | Finał         | Finał         |
| Zawodnik         | Konkurencja             | Czas       | Miejsce    | Czas          | Miejsce       | Czas          | Miejsce       |
| ---------------- | ----------------------- | ---------- | ---------- | ------------- | ------------- | ------------- | ------------- |
| Irakli Bolkwadze | 200 m stylem klasycznym | 2:15.86    | 28         | nie awansował | nie awansował | nie awansował | nie awansował |

### Podnoszenie ciężarów
Mężczyźni
| Zawodnik          | Konkurencja | Rwanie | Rwanie  | Podrzut | Podrzut | Razem | Pozycja |
| Zawodnik          | Konkurencja | Wynik  | Pozycja | Wynik   | Pozycja | Razem | Pozycja |
| ----------------- | ----------- | ------ | ------- | ------- | ------- | ----- | ------- |
| Raul Cirekidze    | -85 kg      | 162    | 10      | 200     | 2       | 362   | 9       |
| Gia Maczawariani  | -105 kg     | 185    | 2       | –       | –       | –     | DNF     |
| Irakli Turmanidze | +105 kg     | 201    | 4       | 232     | 5       | 433   | 5       |

### Strzelectwo
Kobiety
| Zawodnik        | Konkurencja                | Kwalifikacje | Kwalifikacje | Finał          | Finał          |
| Zawodnik        | Konkurencja                | Wynik        | Pozycja      | Wynik          | Pozycja        |
| --------------- | -------------------------- | ------------ | ------------ | -------------- | -------------- |
| Nino Salukwadze | pistolet sportowy 25 m     | 581          | 15           | nie awansowała | nie awansowała |
| Nino Salukwadze | pistolet pneumatyczny 10 m | 376          | 33           | nie awansowała | nie awansowała |

### Tenis ziemny
Kobiety
| Zawodniczka                            | Konkurencja | 1/32                    | 1/16                                               | 1/8              | Ćwierćfinały     | Półfinały        | Finał            | Finał         |
| Zawodniczka                            | Konkurencja | Przeciwnik Wynik        | Przeciwnik Wynik                                   | Przeciwnik Wynik | Przeciwnik Wynik | Przeciwnik Wynik | Przeciwnik Wynik | Pozycja       |
| -------------------------------------- | ----------- | ----------------------- | -------------------------------------------------- | ---------------- | ---------------- | ---------------- | ---------------- | ------------- |
| Ana Tatiszwili                         | singel      | Stephanie Vogt 6:2, 6:0 | Nadieżda Pietrowa 3:6, 7:6(5), 2:6                 | → nie awansowała | → nie awansowała | → nie awansowała | → nie awansowała | Miejsca 17-32 |
| Margalita Czachnaszwili Ana Tatiszwili | debel       |                         | Andreja Klepač Katarina Srebotnik 6:7(0), 6:3, 2:6 | → nie awansowały | → nie awansowały | → nie awansowały | → nie awansowały | Miejsca 17-31 |

### Zapasy
Mężczyźni, styl klasyczny
| Zawodnik            | Konkurencja | Kwalifikacje         | 1/8                      | Ćwierćfinał                | Półfinał             | Repesaż 1        | Repesaż 2                     | Finał                   | Finał   |
| Zawodnik            | Konkurencja | Przeciwnik Wynik     | Przeciwnik Wynik         | Przeciwnik Wynik           | Przeciwnik Wynik     | Przeciwnik Wynik | Przeciwnik Wynik              | Przeciwnik Wynik        | Pozycja |
| ------------------- | ----------- | -------------------- | ------------------------ | -------------------------- | -------------------- | ---------------- | ----------------------------- | ----------------------- | ------- |
| Rewaz Laszchi       | -60 kg      |                      | Sayed Abdelmoneim 3–0 PO | Zaur Kuramagomiedow 3–0 PO | Hasan Aliyev 3–1 PP  |                  |                               | Omid Norouzi 0–3 PO     | srebro  |
| Manuczar Cchadaia   | -66 kg      |                      | Pascal Strebel 3–1 PP    | Ashraf El-Gharably 3–0 PO  | Tamás Lőrincz 0–3 PO |                  |                               | Frank Stäbler 3–1 PP    | brąz    |
| Zurab Datunaszwili  | -74 kg      | Kim Jin-Hyeok 3–0 PO | Ben Provisor 3–0 PO      | Emin Əhmədov 1–3 PP        | nie awansował        | nie awansował    | nie awansował                 | nie awansował           | 7.      |
| Wladimer Gegeszidze | -84 kg      |                      | Saman Təhmasibi 3–1 PP   | Wasyl Raczyba 3–1 PP       | Ałan Chugajew 1–3 PP |                  |                               | Danijał Gadżijew 1–3 PP | 5.      |
| Soso Dżabidze       | -96 kg      |                      | Elis Guri 1–3 PP         | nie awansował              | nie awansował        | nie awansował    | nie awansował                 | nie awansował           | 13.     |
| Guram Perselidze    | -120 kg     |                      | Andrés Ayub 3–0 PO       | Mijaín López 0–3 PO        | nie awansował        |                  | Abdelrahman El-Trabely 3–1 PP | Rıza Kayaalp 0–3 PO     | 5.      |

Mężczyźni, styl wolny
| Zawodnik                 | Konkurencja | Kwalifikacje             | 1/8                      | Ćwierćfinał            | Półfinał                | Repesaż 1        | Repesaż 2         | Finał                      | Finał   |
| Zawodnik                 | Konkurencja | Przeciwnik Wynik         | Przeciwnik Wynik         | Przeciwnik Wynik       | Przeciwnik Wynik        | Przeciwnik Wynik | Przeciwnik Wynik  | Przeciwnik Wynik           | Pozycja |
| ------------------------ | ----------- | ------------------------ | ------------------------ | ---------------------- | ----------------------- | ---------------- | ----------------- | -------------------------- | ------- |
| Wladimer Chinczegaszwili | –55 kg      | Ibrahim Mohamed 3–1 PP   | Radosław Welikow 3–1 PP  | Amit Kumar 3–1 PP      | Shin’ichi Yumoto 3–1 PP |                  |                   | Dżamał Otarsułtanow 1-3 PP | srebro  |
| Malchaz Zarkua           | –60 kg      | BYE                      | Wasyl Fiedoryszyn 3:0 PO | Coleman Scott 0:5 VT   | NQ                      | NQ               | NQ                | NQ                         | 9.      |
| Otar Tusziszwili         | –66 kg      | BYE                      | Ikhtiyor Navruzov 1:3 PP | NQ                     | NQ                      | NQ               | NQ                | NQ                         | 12.     |
| Dawit Chuciszwili        | -74 kg      | Pürevjavyn Önörbat W 3–1 | Augusto Midana W 3–1     | Dienis Cargusz P 0–3   | NQ                      | NQ               | NQ                | NQ                         | 7.      |
| Dawit Marsagiszwili      | –84 kg      | BYE                      | Orgodolyn Üitümen W 3–1  | Jaime Espinal P 1–3    | NQ                      | BYE              | Andrew Dick W 5–0 | Soslan Gattsiev W 3–1      | brąz    |
| Giorgi Gogszelidze       | –96 kg      | BYE                      | Salih Imara W 5–0        | Nicolae Ceban W 3–0    | Jake Varner P 0–3       | BYE              | BYE               | Kurban Kurbanov W 3–1      | brąz    |
| Dawit Modzmanaszwili     | -120 kg     | BYE                      | Jesse Ruíz W 3–0         | Shabanbay Daulet W 3–0 | Bilał Machow W 3–1      | BYE              | BYE               | Artur Tajmazow P 0–3       | srebro  |